# Оран (Мисури)
Оран (енгл. Oran) град је у америчкој савезној држави Мисури.

## Демографија
По попису из 2010. године број становника је 1.294, што је 30 (2,4%) становника више него 2000. године.
| Група             | 2000.         | 2010.         |
| Белци             | 1.216 (96,2%) | 1.245 (96,2%) |
| Афроамериканци    | 5 (0,4%)      | 20 (1,5%)     |
| Азијати           | 0 (0,0%)      | 0 (0,0%)      |
| Хиспаноамериканци | 32 (2,5%)     | 19 (1,5%)     |
| Укупно            | 1.264         | 1.294         |